# Phyllis Kirk
Phyllis Kirk, gebürtig Phyllis Kirkegaard (* 18. September 1927 in Syracuse, New York; † 19. Oktober 2006 in Woodland Hills, Los Angeles, Kalifornien), war eine US-amerikanische Schauspielerin.

## Leben
Phyllis Kirk wurde als Phyllis Kirkegaard in Syracuse, New York geboren. Sie ist dänischer Abstammung. Sie arbeitete als Kellnerin, Verkäuferin und Model und zog nach ihrem High-School-Abschluss an der Battin High School nach New York City, wo sie bei Sanford Meisner Schauspielunterricht nahm. Kurz nach ihrem Broadway-Debüt im Jahr 1949 debütierte sie bereits 1950 in den vier Filmen Einmal eine Dame sein, Mein Leben gehört mir, Mrs. O'Malley and Mr. Malone und Unser eigenes Ich als Filmschauspielerin. Bekannt wurde sie vor allen Dingen durch ihre beiden Rollen in den Filmen Das Kabinett des Professor Bondi und Der Regimentstrottel, sowie als Nora Charles in der Fernsehserie The Thin Man, welche sie von 1957 bis 1959 in 72 Folgen an der Seite von Peter Lawford verkörperte. Ihre Schauspielkarriere beendete sie 1970. Fortan arbeitete sie in der PR-Abteilung von CBS News.
Phyllis Kirk verstarb am 19. Oktober 2006 an den Folgen eines Hirnaneurysmas. Sie war mit dem Fernsehproduzenten Warren Bush bis zu dessen Tod am 16. April 1991 verheiratet. Beide liegen in einem Grab nebeneinander auf dem Nationalfriedhof Arlington begraben.

## Filmografie (Auswahl)

### Film
- 1950: Einmal eine Dame sein (Two Weeks with Love)
- 1950: Mein Leben gehört mir (A Life of Her Own)
- 1950: Mrs. O’Malley and Mr. Malone
- 1950: Unser eigenes Ich (Our Very Own)
- 1952: Nur dies eine Mal (Just This Once)
- 1952: Im Banne des Teufels (The Iron Mistress)
- 1952: Gauner mit weißer Weste (Stop, Your’re Killing Me)
- 1953: Donnernde Hufe (Thunder Over the Plains)
- 1953: Das Kabinett des Professor Bondi (House of Wax)
- 1954: Die Jagd begann im Hafen (River Beat)
- 1954: Von der Polizei gehetzt (Crime Wave)
- 1956: Johnny Concho – Der Bruder des Banditen (Johnny Concho)
- 1956: Zurück aus der Ewigkeit (Back from Eternity)
- 1957: Der Regimentstrottel (The Sad Sack)
- 1957: Die Frau gegenüber (That Woman Opposite)

### Serie
- 1952–1956: Studio One (vier Folgen)
- 1953–1957: Robert Montgomery Presents (vier Folgen)
- 1953–1954: The Web (zwei Folgen)
- 1955–1956: Climax! (drei Folgen)
- 1956–1957: The Ford Television Theatre (vier Folgen)
- 1957–1959: The Thin Man (72 Folgen)